# Anders Gustaf Matts
Anders Gustaf Matts, född 6 november 1903 i Rättviks socken, död 30 september 1992 på Lidingö, var en svensk företagare.
Anders Gustaf Matts var son till målarmästaren Matts Jon Andersson. Efter skolgång i Rättvik och genomgångna handelskurser var han handelsbiträde till 1927. Matts var föreståndare för firman Standard herrekipering i Falun 1927–1929, blev VD för Rättviks handels AB i Rättvik 1929 och övertog 1932 Standard herrekipering i Falun, som han 1938 ombildade till AB Matts herrservice. Han ägde även specialaffärerna Standard och Junior i Falun, vilka startades 1939, samt Matts herraffär, som han övertog 1944. Han var även VD för det 1944 bildade AB Amerika-Matts i Falun som bedrev textilimport och partiaffärer. Matts var ledande inom flera sammanslutningar i Dalarna; han var ordförande i Dalarnas beklädnads- och manufakturhandlares förening 1934–1944 och från 1944 ordförande i Dalarnas köpmannaförbund. Han var vice ordförande i Falu köpmannaförening från 1935 och ledamot av Statens priskontrollnämnd från 1943. 1942, i samband med textilransoneringens införande, var han textilsakkunnig i Statens livsmedelskommission.